# Мелетий (Заборовский)
Митрополи́т Меле́тий (в миру Михаи́л Васи́льевич Заборовский или Зборовский; 7 (19) июля 1868, село Гилёво, Тюменский уезд, Тобольская губерния — 6 апреля 1946, Харбин) — епископ Русской православной церкви, митрополит Харбинский и Маньчжурский.

## Биография
Родился 7/19 июля 1868 года в селе Гилёво Тюменский уезд, Тобольской губернии в семье священника.
В 1889 году окончил Тобольскую духовную семинарию и 8 октября того же года принял сан священника.
Настоятель Петропавловского храма в селе Битюковское Ялуторовского уезда Тобольской губернии, затем Троицкого храма в слободе Тавдинская Тюменского уезда.
В 1891 году овдовел. Поступил в Казанскую духовную академию, где в 1898 году пострижен в монашество с именем Мелетий.
В 1899 году окончил Казанскую духовную академию со степенью кандидата богословия и был назначен помощником смотрителя Сарапульского духовного училища.
В 1900 году стал заведующим Бийским миссионерским катехизаторским училищем.
В 1904 году возведён в сан архимандрита.
В 1906 году назначен ректором Томской духовной семинарии.

## Епископское служение
21 ноября 1908 года в Томске хиротонисан в епископа Барнаульского, викария Томской епархии. Чин хиротонии совершали: архиепископ Томский Макарий (Невский), епископ Енисейский Евфимий (Счастнев) и епископ Бийский Иннокентий (Соколов).
23 февраля 1912 года назначен епископом Якутским и Вилюйским.
С 26 января 1916 года — епископ Забайкальский и Нерчинский, председатель Епархиального церковного братства св. Кирилла и Мефодия и Забайкальского отдела Императорского православного палестинского общества, награжден орденом св. Владимира III степени.
Член Поместного Собора Православной Российской Церкви по должности, участвовал в 1-й сессии, член Судной комиссии при Совещании Епископов и III, IV, V, IX, XI Отделов.
С декабря 1917 года жил в Чите, в июне 1920 года эмигрировал в Маньчжурию, с 1922 года епископ Харбинский, заведующий Благовещенским подворьем Русской духовной миссии в Китае (юрисдикция Русской Православной Церкви Заграницей). В 1928 году отказался дать подписку о лояльности к советской власти.
В 1930 году заграничным Синодом возведён в сан архиепископа Забайкальского и Нерчинского с местопребыванием в Харбине.
С 1 апреля 1931 года, по смерти митрополита Мефодия, возглавлял вновь образовавшуюся епархию Харбинскую.
При управлении митрополитом Мелетием Харбинская епархия достигла расцвета в своей хозяйственной деятельности. Действовали свечной завод, дача для пчеловодства «Сергиево», золотошвейная и иконописная мастерские, похоронное бюро при Софийском храме. Кроме того, работала типография, издающая журнал «Хлеб Небесный», тираж которого достигал 800 экземпляров. При Казанско-Богородицком мужском монастыре существовала больница с амбулаторией имени доктора Казем-Бека. Имелась общедоступная епархиальная библиотека. Продолжали действовать Харбинские музыкальные курсы, для музыкального образования русской молодежи. Церковь всюду вела своё созидательное направление и вникала в нужды русского населения.
По инициативе митрополита Мелетия для пополнения лиц духовного звания в 1934 году был открыт Институт Святого Владимира, который он возглавил. Для подготовки священнослужителей в Харбине стараниями Владыки Мелетия действовала и духовная семинария, открытая в 1938 году.
В 1939 году заграничным Синодом возведён в сан митрополита Харбинского и Маньчжурского.
В 1944 году запретил пастве выполнять требования японских властей, противоречащие основным положениям православной веры.
В 1945 году, вместе с большинством Дальневосточного клира и паствы был принят в Московский Патриархат.
Прибывший в октябре того же года в Харбин епископ Елевферий (Воронцов) так описал митрополита Мелетия: «Высокопреосвященный митрополит Мелетий, немощный старец, разбитый параличом, встретил нас в своей келии, сидя в кресле. Поддерживаемый своим келейником, с большим трудом привстал и, насколько позволяли силы, сказал краткое приветствие нам, со слезами отметив всеобъемлющую любовь Вашего Святейшества, простершего к ним свои отеческие объятия».
Скончался 6 апреля 1946 года в Харбине и погребен в Благовещенском миссионерском храме (взорван в 1970 году).

## Труды
- «О подвижничестве», по произведениям еп. Игнатия (Брянчанинова). (Кандидатское сочинение)
- Слово пред отпеванием зверски убитого о. иеромонаха Игнатия // Томские епархиальные ведомости. 1909. № 12;
- К открытию Якутского общества трезвости // Якутские епархиальные ведомости. 1914. № 14;
- Слово при вступлении на Забайкальскую кафедру; Письмо к настоятельнице Читинского женского монастыря; Речь при вручении жезла епископу Селенгинскому Ефрему; Предложение духовной консистории // Забайкальские епархиальные ведомости. 1916. № 7, 11, 23–24;
- Воззвания к православным жителям Забайкальской области // Забайкальские епархиальные ведомости. 1917. № 11;
- Речь при открытии Х Харбинского епархиального собрания; Обращение к русскому населению Харбина // Хлеб небесный. 1932. № 7;
- Христос воскресе, русские православные люди! // Хлеб небесный. 1940. № 5;
- Обращение [к Патриарху Алексию] // Журнал Московской Патриархии. 1945. № 10;
- Письмо к Патриарху Тихону // Волнина Н. Жизнь и служение Забайкальских архиереев (1894–2014 гг.). Чита, 2017. С. 55.